# Шестаково (Кировская область)
Шестаково — село в Слободском районе Кировской области, центр Шестаковского сельского поселения.

## География
Село расположено на правом берегу реки Вятки в 45-50 км к северо-востоку от города Кирова и в 23 км к северу от города Слободского.
Вблизи села проходит автодорога Слободской — Нагорск.

## История
До 1764 года имело статус города и располагалось на проходящем тогда через него Сибирском торговом тракте. Впервые документально упоминается слобода-город Шестаков в 1546 году в двух царских грамотах Ивана Грозного и одной от 1552 г. об освобождении шестаковцев от налоговых сборов на 5 лет в связи с разбирательством о притеснениях со стороны Слободского наместника. Им же было даровано городу 3 колокола. Город традиционно для русского средневековья состоял из дерево-земляной крепости и посада. По описанию 1629 г. Шестаковский город-крепость был в окружности 200 сажень (420 м) из 100 городен (срубов). В городе тогда было две церкви (Михаила Архангела и Никольская), а также Богоявленская на посаде (существовала ещё до начала построения нового города в 1542 г.). Часть укреплений сохранилась и поныне. В 1925 году в ходе археологических раскопок были установлены границы двух линий земляных валов и рвов. В связи с этим предполагаемая площадь городка по разным оценкам составляла от 1 до 2 га. Имеются данные о существовании на этом месте поселения ранее XVI века (городище «Увал»). На основании имеющихся документов можно полагать, что Шестаковский городок в силу своей удаленности от власти наместников и полученных от царя послаблений был в середине XVI века своеобразным прибежищем для стекавшегося сюда разного рода вольнолюбивого населения Вятки и даже всего Русского Севера. Тем более, что построен он был «самовольно» — по частной инициативе окрестных жителей. После покорения Казани город Шестаков постепенно теряет своё значения, приходя в упадок. Уже в 1764 году Екатерина II лишает его статуса города, и Шестаков навсегда становится селом Шестаково, а его жители приписываются к городу Слободскому.

## Достопримечательности
Ныне в селе сохранилась Никольская церковь, построенная в 1765 году на месте обветшавшей деревянной внутри кремля. Рядом с храмом расположено здание церковно-приходской школы. Исторических зданий сохранилось немного. На территории села около бывшей деревни Грабли находится охраняемый памятник природы — Сибирские кедры.